# Barbican chauve
Gymnobucco calvus
Espèce
Statut de conservation UICN

 LC  : Préoccupation mineure
Le Barbican chauve (Gymnobucco calvus) est une espèce d'oiseaux appartenant à la famille des Lybiidae.
Son aire s'étend à travers l'Ouest de l'Afrique équatoriale : du Sierra Leone à l'Angola.